# Delta Technologies Nyrt.
A Delta Technologies Nyrt. egy a Budapesti Értéktőzsdén jegyzett informatikai vállalat. 100 százalékos tulajdonú leányvállalata, a Delta Systems Kft. komplett IT infrastruktúra megoldásokra fókuszál, beleértve a teljes architektúra-tervezést, a hálózati megoldások és hardverelemek tervezését és telepítését, az alkalmazásintegrációt és az infrastruktúramenedzsmentet.

## Cégtörténet
A Delta Csoport és az Est Media Nyrt. 2019. július 30-án jelentették be, hogy a tőzsdei társaság megvásárolja a Delta Systems Kft. 100 százalékos tulajdonrészét a Delta Csoport holdingcégétől, a Deltagroup Holding Zrt.-től, amely a tőzsdei társaság főrészvényesévé válik.  A tranzakció értelmében a Delta Systems Kft. 100 százalékos üzletrészének tulajdonjoga az Est Media tulajdonába került.  A megvásárolt cég neve Delta Technologies Nyrt.-re változott. 2020 márciusában bejegyezte a Fővárosi Törvényszék az Est Media Nyrt. új nevére, címére, valamint igazgatósági tagjaira vonatkozó változásokat. A cégcsoport 2020. március 2-től Delta Technologies Nyrt. néven folytatja működését.
A Delta Technologies részvényeivel a BÉT standard kategóriájában kereskednek.

## Tevékenység
A Delta Technologies Nyrt. tevékenységi köréhez tartoznak a mérnöki szolgáltatások, úgymint az architektúra-tervezés, összekapcsolhatóság és connectivity (vezetékes és vezeték nélküli megoldások), felhőszolgáltatások, VR-megoldások infrastruktúra-fejlesztések, üzemeltetés (outsourcing és távfelügyelet), irodatechnika, call center szolgáltatások és ügyfélszolgálat.
A vállalat célja, hogy tevékenységének leginnovatívabb területeire – melyek közül kiemelt hangsúlyt kap az Ipar 4.0., ezen belül az 5G, az energiamenedzsment, az IT-biztonság és a közlekedésinformatika – építve jelenlegi portfólióját bővítve kilépjen a regionális piacra is. Emellett a vállalat a társadalmi felelősségvállalásra is kiemelt figyelmet fordít, 2020 karácsonya alkalmából tableteket adományozott debreceni hátrányos helyzetű gyermekek számára, hogy megkönnyítsék az online oktatásba való bekapcsolódást.
2020-ban új üzleti stratégiát fogalmazott meg a Delta Technologies Nyrt. vezetősége, amely a COVID-19 okozta járványügyi helyzetre reflektál.  A stratégiában részletezett cél, hogy a vállalat a magyar IT-piac első három vállalata között és az 5G hálózatok kiemelt szolgáltatóinak rendszerintegrátor partnereként kíván működni, valamint a regionális piacon is meg tud jelenni.  A vállalat továbbra is a globális IT cégek hazai stratégiai partnereként működik a hardver, szoftver értékesítés és support területén, új technológiákkal és termékekkel frissítve a portfólióját, amely fejlesztésén túl az Ipar 4.0. is kiemelt irányként szerepel.

## Eredmények
A cégcsoportot évről évre szakmai elismeréssel díjazzák olyan világhírű technológiai szállítók, mint HP, a HPE, a CISCO, a VmWare, a Citrix, a Canon, a Dell vagy a Lenovo.